# Henry John Rous
Henry John Rous (23 de enero de 1795 - 19 de junio de 1877) fue un almirante británico, segundo hijo de John Rous, primer conde de Stradbroke.
Fue educado en la Escuela de Westminster, e ingresó en la marina británica en el año 1808. Sirviendo como guardiamarina para la expedición Flushing, luego fue designado al Bacchante y recibió una medalla por el valor en varias acciones y expediciones.
En 1823 fue ascendido a capitán, y sirvió en las estaciones de la India y Nueva Holanda hasta 1829. En abril de 1827, organizó la primera regata de Sídney. En agosto de 1828, exploró los ríos Tweed y Richmond, en el noreste de Nueva Gales del Sur.
 El área entre estos ríos se conoce como condado de Rous, cabe señalar que los condados en Australia no son muy conocidos y se utilizan principalmente para propósitos relacionados con registros o catastros.
En 1834 fue asignado al mando del Pique, una fragata de 36 cañones, que custodiaba la costa del Labrador en donde fue dañada gravemente. Rous, sin embargo, logró llegar a Inglaterra, recorriendo 2.414 km con el mástil y la quilla dañadas, y sin el timón, por otra parte, la nave hacía 23 pulgadas de agua por hora.

## Pasión por los caballos
Su padre adquirió una granja en Suffolk y ganó la carrera de Two Thousand Guineas del año 1815, con el potro Tigris. Rous, siempre encariñado con el deporte llegó a administrar un club hípico en 1838, cargo que ocupó ininterrumpida hasta su muerte. En 1855 lo designaron handicapper público. En ese rol introdujo la escala de peso-por-edad. También manejó los establos del duque de Bedford en Newmarket por muchos años, y escribió un trabajo relacionado con las Leyes y Prácticas de los caballos de carreras con aquello consiguió el título de Blackstone of the Turf (Piedra negra del césped).

## Vida política
En la elección de generales de 1841, lo eligieron como miembro del parlamento conservador para Westminster, y en 1846 el  sir Robert Peel lo nombró como el Primer Lord del Almirantazgo de la Marina británica. Murió el 19 de junio de 1877.